# Cantone di Châteauneuf-de-Randon
Il Cantone di Châteauneuf-de-Randon era una divisione amministrativa dell'arrondissement di Mende.
È stato soppresso a seguito della riforma complessiva dei cantoni del 2014, che è entrata in vigore con le elezioni dipartimentali del 2015.
Comprendeva i comuni di:
- Arzenc-de-Randon
- Châteauneuf-de-Randon
- Chaudeyrac
- Laubert
- Montbel
- Pierrefiche
- Saint-Jean-la-Fouillouse
- Saint-Sauveur-de-Ginestoux